# Hydrodésoxygénation
L'hydrodésoxygénation (HDO) est une réaction d'hydrogénolyse permettant d'enlever les fonctions oxygénées d'un hydrocarbure. Cette réaction est en général réalisée sous forte pression de dihydrogène gazeux et en présence d'un catalyseur.
Les première études spécifiques sur ces réactions ont été réalisées au début des années 1980. Cette réaction, comme l'hydrodésulfuration et l'hydrodésazotation, est observée lors du traitement au dihydrogène de combustibles. L'hydrodésoxygénation a pris une importance particulière à la suite des études sur le concept de bioraffinerie, et plus spécifiquement sur la transformation de la biomasse en combustible par des réactions de pyrolyse ou d'hydrolyse car les hydrocarbures formés sont en général fortement oxygénés. L'hydrodésoxygénation permet d'éliminer les groupes fonctionnels oxygénés en formant de l'eau, c'est donc une étape importante dans la transformation de produits de pyrolyse de la biomasse en biocarburants.

## Principe de la réaction
Pour enlever les fonctions oxygénées, on dispose de plusieurs types de réactions :
- la décarboxylation utilisée par exemple dans le cas des acides carboxyliques permet l'élimination de dioxyde de carbone selon une réaction du type : CxHy-CO2H -> CxHy+1 + CO2 ;
- le craquage thermique conduit à la formation d'eau et de dioxyde de carbone en fonction de la nature des groupes fonctionnels de la molécule.

La hydrodéoxygénation consiste à traiter la molécule avec une pression élevée de dihydrogène de façon à transformer tous les atomes d'oxygène de cette molécule en eau. Dans le cadre de la formation de biocarburants à partir de lignine, les molécules à transformer sont typiquement le guaiacol.

## Mise en œuvre
La réaction se fait entre 300 °C et 450 °C en présence d'un catalyseur. Le catalyseur est en général à base de molybdène : oxyde MoO3 ou MoO2, sulfure MoS2, phosphure MoP, mais des catalyseurs bimétalliques molybdène-nickel ou molybdène-cobalt ont aussi été utilisés, de même que des métaux nobles.